# .za

Utilisation du domaine .za au fil des années

.za est le domaine de premier niveau national (country code top level domain : ccTLD) attribué à l'Afrique du Sud. Il est géré par la ZADNA.
ZA provient des initiales du pays en néerlandais, soit Zuid-Afrika. Pourtant, le néerlandais n'est plus langue officielle depuis 1961, année de son remplacement définitif par l'afrikaans. En afrikaans, le pays est nommé Suid-Afrika, comportant ainsi les initiales SA comme en anglais (South Africa). Cependant, le code .sa étant déjà attribué à l'Arabie saoudite, .za est devenu le code de l'Afrique du Sud.

## Domaines de deuxième niveau
- ac.za
- city.za
- co.za
- edu.za
- gov.za
- law.za
- mil.za
- nom.za
- org.za
- school.za